# Modelo de espacio lleno

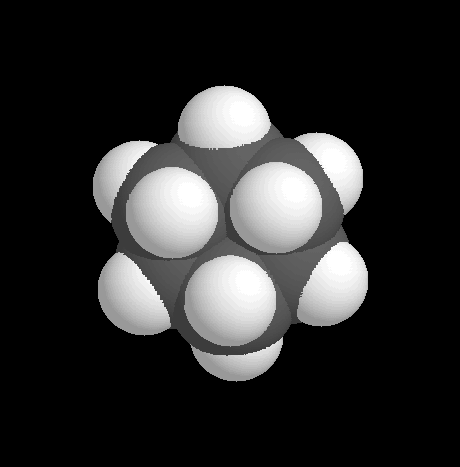
Ciclohexano C_{6}H_{12}. Las esferas blancas representan átomos de hidrógeno, los cuales rodean un anillo de átomos de carbono en gris.

En química, un modelo de espacio lleno, modelo espacial o modelo calotte es un tipo de modelo molecular tridimensional donde los átomos son representados por esferas cuyos radios y distancias entre sus centros son proporcionales a sus radios atómicos y distancias entre los núcleos atómicos, respectivamente y en la misma escala. Átomos de distinto elemento usualmente son representados por esferas de distinto color y suelen seguir el esquema de colores CPK.
Los modelos calotte son distinguibles de otras representaciones 3D, como los modelos de barras y esferas y la fórmula esqueletal, por el uso de esferas de tamaño escalar para los átomos. Son útiles para visualizar las dimensiones relativas y forma efectivas de la molécula, en particular la región de espacio ocupada por ella. Por otro lado, el modelo de espacio lleno no muestra explícitamente los enlaces químicos entre los átomos, ni la estructura molecular detrás de la primera capa de átomos.

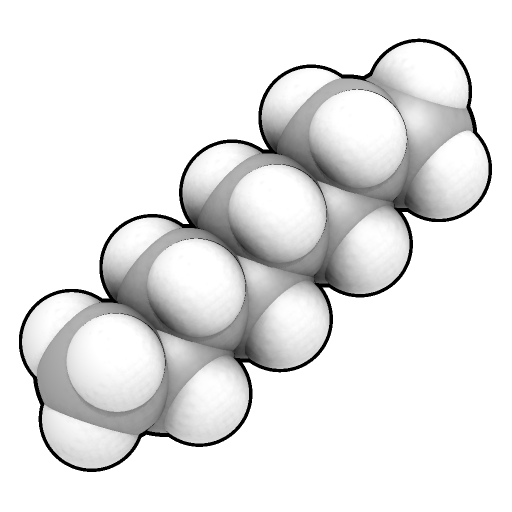
Un modelo calotte de un n-octano C_{8}H_{18}

El modelo de espacio lleno es también llamado modelo CPK en honor a Robert Corey, Linus Pauling y Walter Koltun, químicos pioneros en su uso.

## Historia
El modelo calotte es una mejora del modelo de barras y esferas.
En 1952 Corey y Pauling diseñaron precisos modelos moleculares que habían construido en Caltech. En sus modelos, cada átomo era representado por una esfera de madera cuyos radios eran proporcionales al radio de Van der Waals, en la escala de 1 inch = 1 Å. Para cada enlace entre dos átomos una porción de cada esfera es cortada para crear un par de caras unidas. Los cortes eran dimensionados por lo que la distancia entre los centros de las esferas es proporcional a la distancia entre las de los núcleos atómicos. Un inserto roscado es introducido en el centro de cada cara plana. Las dos esferas son entonces fuertemente afirmadas por una varilla de metal introducida en las caras y sujeta por dos tornillos. El modelo tenía especiales características para representar el enlace por puente de hidrógeno [cita requerida]
En el mismo artículo Corey y Pauling también describen sucintamente otro modelo mucho más simple pero menos preciso, con esferas plásticos de polivinilo similares al caucho en la escala 1 inch = 2Å y conectados por un botón de cierre.
Una versión mejorada de los modelos de Corey y Pauling fue elaborado por Walter L. Koltun y patentado por él en 1965. Su versión consistía en átomos plásticos con agujeros, los cuales eran unidos por broches especialmente diseñados.